# Mary Brunton

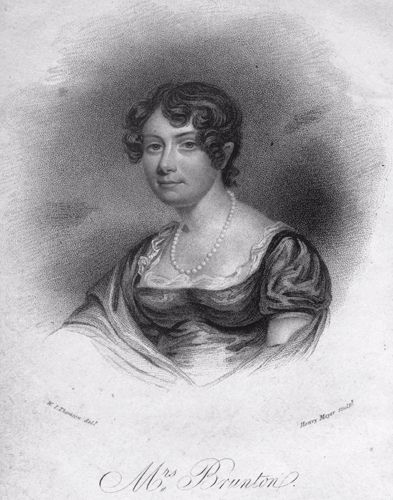
Mary Brunton, Radierung aus der 2. Ausgabe von Emmeline, 1820

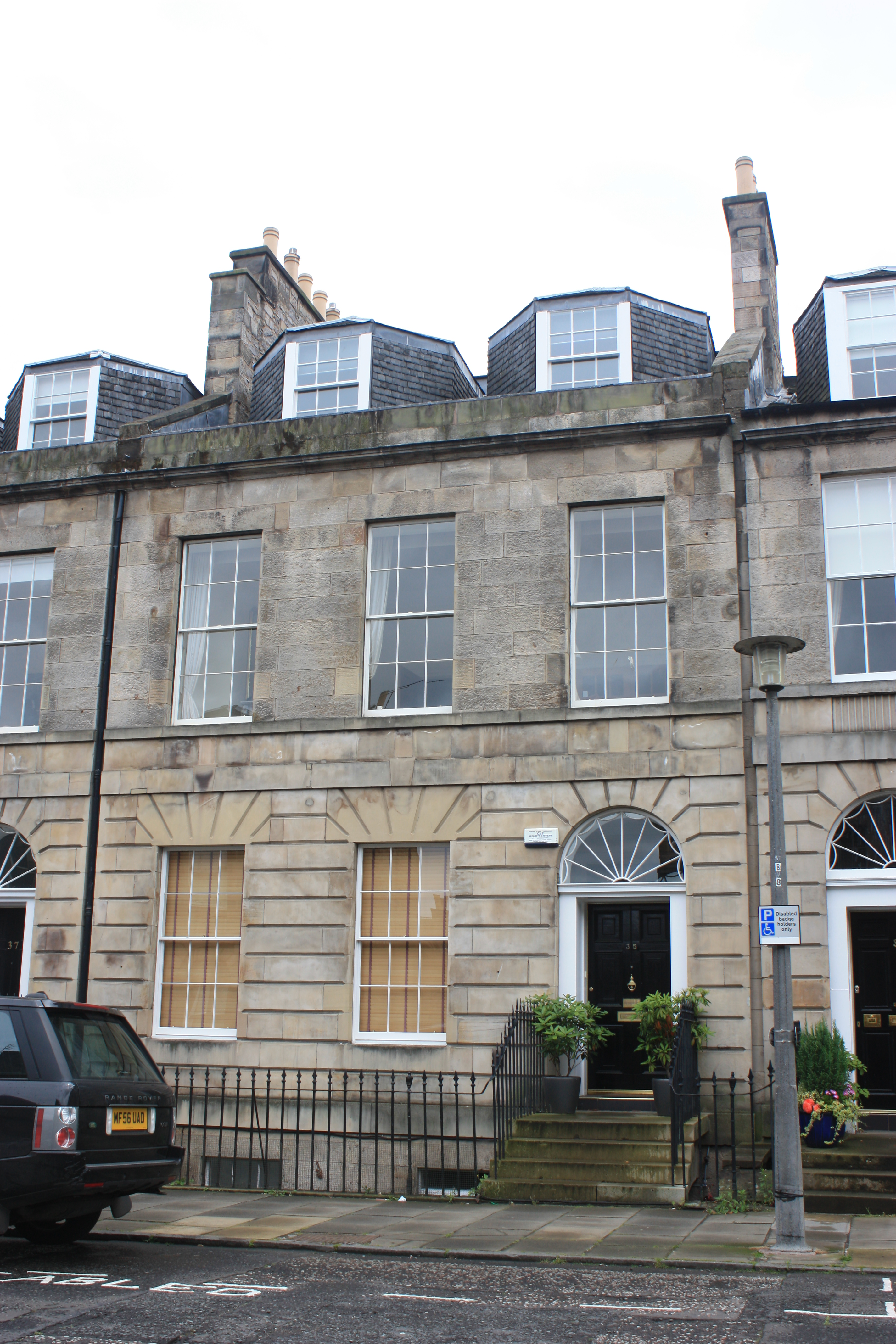
35 Albany Street, Edinburgh

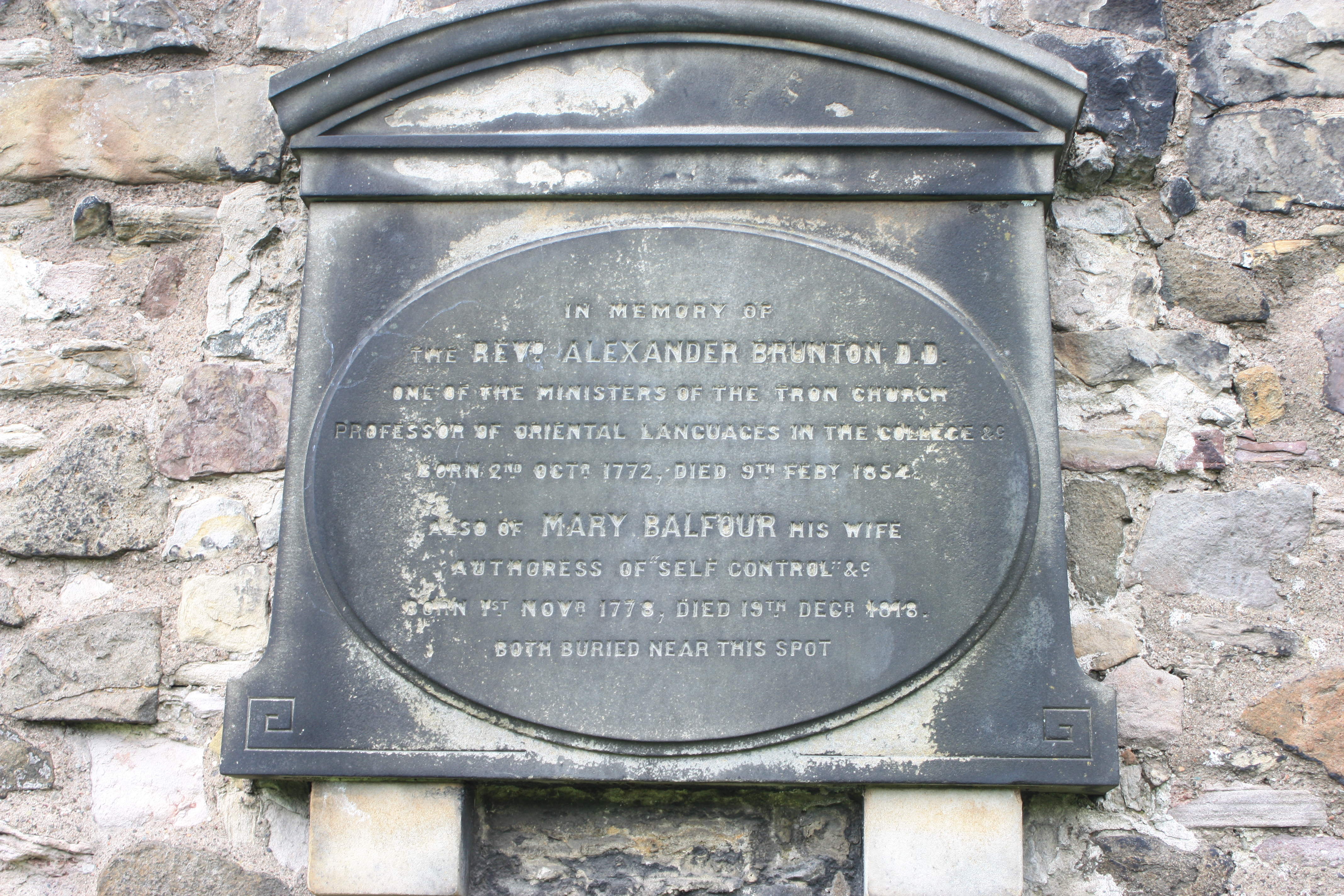
Grabmal des Reverend Alexander Brunton und seiner Frau Mary Balfour, Canongate Kirkyard in Edinburgh

Mary Brunton, geborene Balfour (* 1. November 1778 auf Burray, Orkney; † 7. Dezember 1818 in Edinburgh) war eine schottische Schriftstellerin und literarische Zeitgenossin von Jane Austen.

## Leben
Mary Balfour war die Tochter von Oberst Thomas Balfour of Elwick, einem Offizier der britischen Armee, und Frances Ligonier, Tochter von Oberst Francis Ligonier und Schwester des zweiten Earl Ligonier. Ihre frühe Bildung war begrenzt, aber ihre Mutter brachte ihr Musik, Italienisch und Französisch bei.
Um 1798 lernte sie den Reverend Alexander Brunton kennen, einen Geistlichen der Church of Scotland. Obwohl ihre Mutter die Verbindung missbilligte, brannte sie am 4. Dezember 1798 mit Brunton durch, als er sie in einem Ruderboot von der Insel Gairsay rettete. Er war bis 1797 Pfarrer in Bolton bei Haddington, East Lothian, und danach in zwei aufeinanderfolgenden Kirchengemeinden in Edinburgh: New Greyfriars ab 1803 und Tron Kirk ab 1809. In der Zwischenzeit wurde er 1813 Professor für Orientalische Sprachen an der Universität.
Sie führten eine glückliche Ehe, hatten aber keine Kinder. Unter der Anleitung ihres Mannes entwickelte sie ein Interesse an der Philosophie und schrieb in einem Brief an ihre Schwägerin, dass sie es befürwortete, wenn Frauen alte Sprachen und Mathematik lernten, was zu dieser Zeit noch eine seltene weibliche Betätigung war. Im Jahr 1809 unternahm das Paar eine Reise nach Harrogate und in den englischen Lake District, die allerdings nicht auf ihre Zustimmung stieß: "Eine Landschaft ohne Hügel scheint mir so interessant zu sein wie ein Gesicht ohne Nase!" (S. xxxii, Einleitung) Brunton wurde im Alter von 39 Jahren schwanger und starb in ihrem Haus in der Albany Street 35, nachdem sie einen totgeborenen Sohn zur Welt gebracht hatte.
Sie ist an der westlichen Begrenzungsmauer des Canongate Kirkyard an der Royal Mile begraben. Ihr Ehemann ist neben ihr begraben.

## Werke
Brunton begann 1809 mit ihrem ersten Roman, Self-Control, der 1811 erschien. Eine Bewunderin war Charlotte Barrett (1786–1870), Nichte der Schriftstellerinnen Fanny Burney und Sarah Burney und Mutter der Schriftstellerin Julia Maitland. In einem Brief an Sarah vom 17. Mai 1811 schrieb sie: I read Self-Countroul & like it extremely all except some vulgarity meant to be jocular which tired me to death, but I think the principal character charming & well supported & the book really gives good lessons Jane Austen hatte Vorbehalte und beurteilte es in einem Brief als ein excellently-meant, elegantly-written work, without anything of Nature or Probability in it. Indem Brunton die Selbstbeherrschung der Empfindsamkeit gegenüberstellte, bewegte sie sich auf eine Neudefinition von Weiblichkeit zu.  Self-Control wurde weithin gelesen und 1812 in einer dritten Auflage veröffentlicht. Eine französische Übersetzung (Laure Montreville, ou l'Empire sur soimême) erschien 1829 in Paris.
Der zweite Roman, den Brunton vollendete, war Discipline (1814). Wie Walter Scotts Waverley, das im selben Jahr erschien, wurde er wegen seiner Highland-Szenen sehr geschätzt. Er wurde innerhalb von zwei Jahren zweimal neu aufgelegt. Die Bruntons verbrachten 1815 einige Zeit in London, und Brunton begann im selben Jahr, Gälisch zu lernen. Sie plante daraufhin eine Reihe häuslicher Geschichten, von denen eine, Emmeline, bei ihrem Tod so weit fortgeschritten war, dass ihr Mann sie zusammen mit einer Erinnerung und Auszügen aus ihrem Reisetagebuch in einen Gedenkband von 1819 aufnahm. Die Geschichte beschreibt mit einer für die damalige Zeit ungewöhnlichen Sympathie, wie die Ehe einer geschiedenen Frau durch ihre Schuldgefühle und die Ächtung, die sie erleidet, zerstört wird.
Der Erfolg von Bruntons Romanen scheint in der Kombination einer stark moralischen, religiösen Haltung mit Ereignissen zu liegen, die die Regeln der Gesellschaft überspannen oder brechen. Auch wenn das Vorhandensein einer „pulsierenden Sexualität“ eine Übertreibung sein mag, so erleben ihre Heldinnen doch „das Elend im Kampf um das eigene Überleben als Frau und die dunkle Nacht der Seele, aber sie erheben sich aus den Tiefen der Verzweiflung durch eine wachsende religiöse Kraft“ Laut Fay Weldon gilt: Improving the Brunton novels may be, but what fun they are to read, rich in invention, ripe with incident, shrewd in comment, and erotic in intention and fact.
The Works of Mary Brunton erschien 1820 und weitere Ausgaben ihrer ersten beiden Romane 1832, 1837 und 1852. Ihre unmittelbare Popularität war jedoch nur von kurzer Dauer: „Sie stiegen sehr schnell zur Berühmtheit auf, und ihre Popularität scheint ebenso schnell wieder verflogen zu sein“, wie ihr Ehemann rückblickend sagte.